# Перси, Айлин
Айлин Перси (англ. Eileen Percy, 21 августа 1900, Белфаст — 29 июля 1973, Лос-Анджелес) — ирландская актриса времен немого кино. С 1917 по 1933 годы, в общей сложности снялась в 69 фильмах.

## Биография
Айлин Перси родилась в Белфасте в 1900 году. Свою первую роль в кино актриса сыграла в возрасте 17 лет в картине «Down to Earth» (1917). В 1920-х годах Айлин Перси исполнила главные роли в фильмах «The Third Eye» (1920), «Why Trust Your Husband» (1921), «Let's Go» (1923), «Tongues of Flame» (1924) и многих других. С 1917 по 1933 год в общей сложности актриса снялась в 69 фильмах. С появлением звукового кино, карьера Айлин Перси пошла на спад, в 1930-х годах актриса появлялась лишь в нескольких эпизодических ролях, в том числе камео в фильме «The Cohens and Kellys in Hollywood» (1932). Была замужем за композитором Гарри Руби. 
Айлин Перси скончалась в возрасте 72 года в Лос-Анджелесе, штат Калифорния, США.

## В популярной культуре
Актриса Арлин Даль исполнила роль Айлин Перси в фильме «Три маленьких слова» (1950).